# Blue Impulse
Blue Impulse – zespół akrobacji lotniczej Japońskich Powietrznych Sił Samoobrony. Został stworzony dnia 12 kwietnia 1960 jako zespół sześciu F-86 Sabre. W 1980 grupa zmieniła samoloty na Mitsubishi T-2, a od 1995 lata na Kawasaki T-4 pomalowane w barwy zespołowe oraz wyposażone w tzw. wytwornicę dymów. Grupa stacjonuje w Bazie Powietrznej Matsushima, jednak jej początki są głęboko zakorzenione w bazie wojskowej Hamamatsu.

## Historia
- 1960: Stworzenie zespołu.

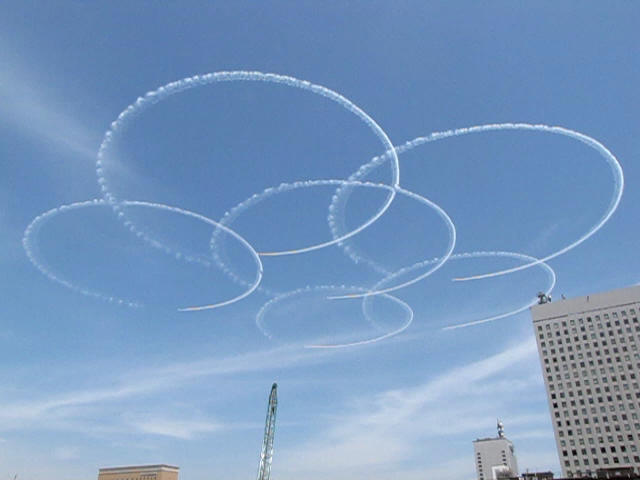
Jeden z czołowych popisów grupy tzw. „Sakura”

- 1964: Otwarcie Letnich Igrzysk Olimpijskich 1964 (Tokio).
- 1982: 14 listopada: Wypadek w Bazie Powietrznej Hamamatsu. Rozbił się jeden T-2 (#4).

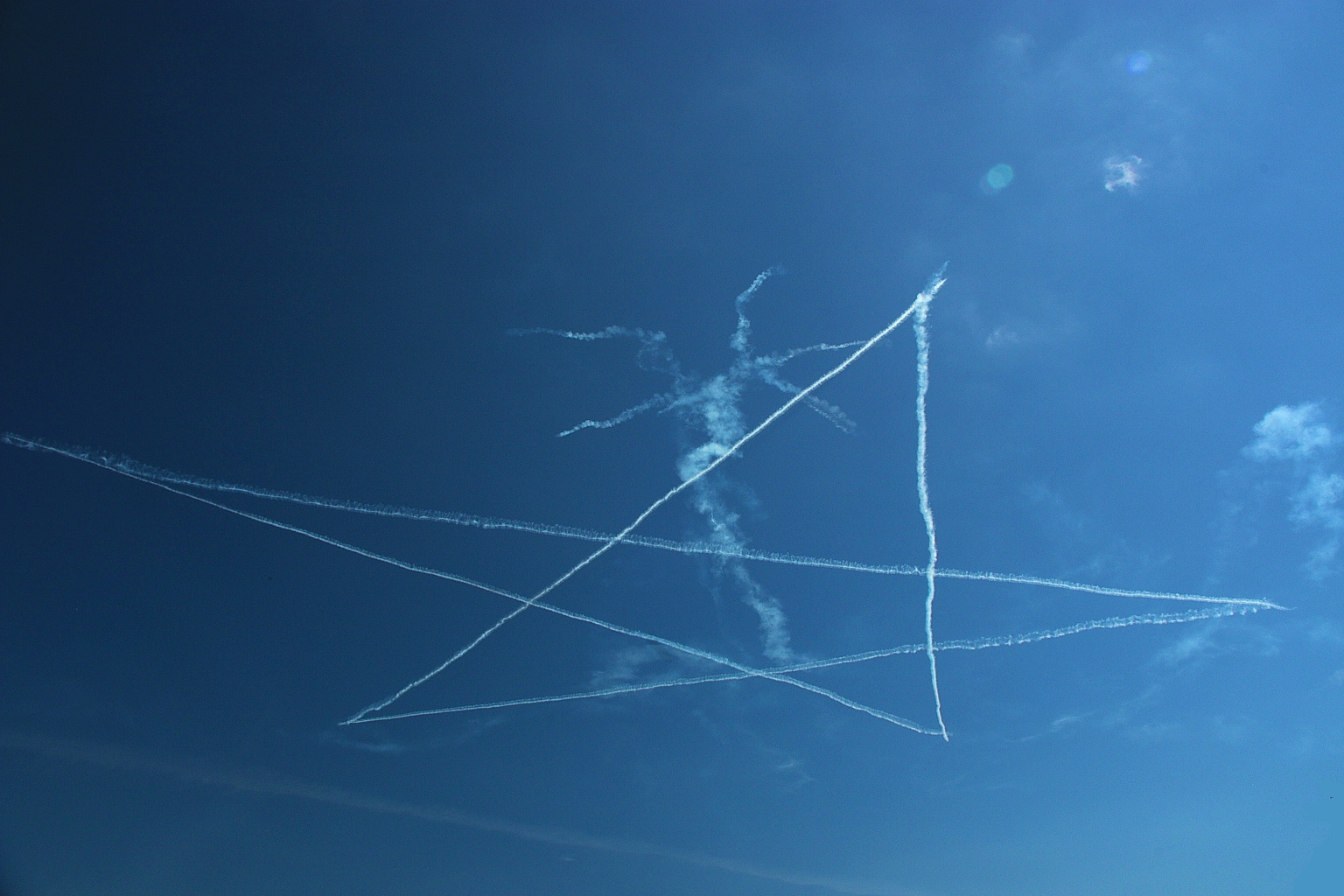
Najbardziej rozpoznawana ewolucja grupy „Star Cross”

- 1991: 4 lipca: Wypadek na Oceanie Spokojnym. Rozbiły się dwa T-2 (#2 i #4).
- 1998: Otwarcie Zimowych Igrzysk Olimpijskich 1998 (Nagano).
- 2000: 4 lipca: Wypadek na Półwyspie Oshika. Rozbiły się dwa T-4 (#5 i #6).
- 2002: 4 czerwca: Otwarcie Mistrzostw Świata w Piłce Nożnej 2002, mecz Japonia – Belgia (Saitama Stadium).

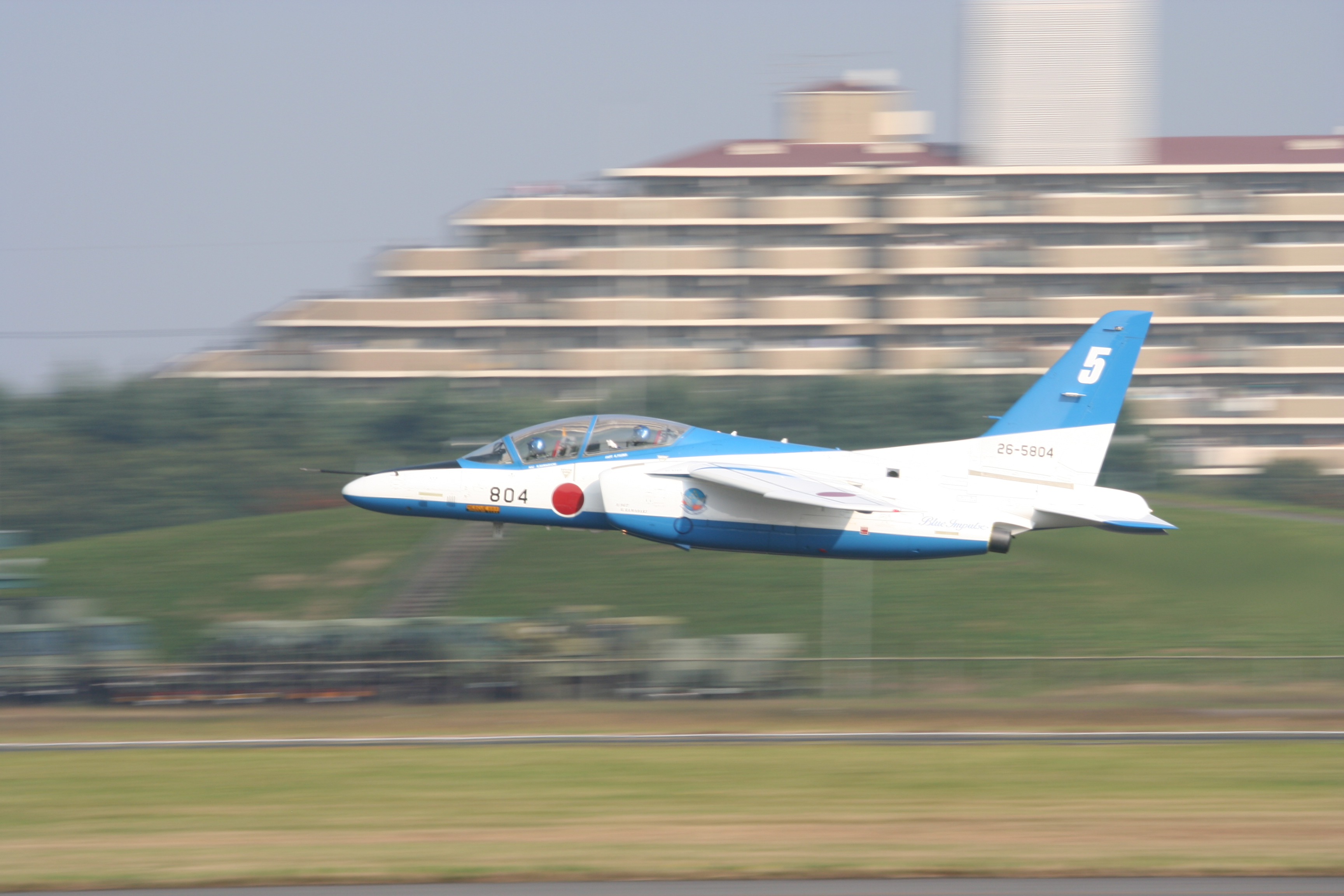
Samolot Kawasaki T-4 w barwach zespołu

## Odniesienia w kulturze popularnej
Lotniczy zespół najemników „Red Impulse” i jego dowódca w serii anime Science Ninja Team Gatchaman wzięli swoje nazwy od zespołu Blue Impulse.